# Huset Hohenlohe

Hohenlohes vapensköld.

Huset Hohenlohe är en gammal tysk ätt från Franken, vilken tagit sitt namn efter borgen Hohenloch (Holloch) vid Uffenheim i Mittelfranken. Gottfried von Hohenlohe (död 1254), omtalas omkring 1235 som greve, var en av kejsar Fredrik II:s trognaste anhängare och är stamfar för de nu fortlevande furstliga linjerna. Hans ätt delade sig 1551 i linjerna Hohenlohe-Neuenstein och Hohenlohe-Waldenlurg. Hohenlohe-Neuenstein, som omfattade den lutherska läran och 1764 upphöjdes i riksfurstestånd, hade stamfurstendömet och övre grevskapet Gleichen. Den lutherska linjen delades i två grenar, Hohenlohe-Langenburg och Hohenlohe-Öhringen.
Den senare grenen utslocknade 1805, då dess gods tillföll den langenburgska linjen, som i sin ordning delat sig i tre grenar: 
Hohenlohe-Langenburg, Hohenlohe-Ingelfingen (1823 ytterligare delad i Hohenlohe-Öhringen och Hohenlohe-Ingelfingen) samt Hohenlohe-Kirchberg, utslocknad 1861. Hohenlohe-Langenburg mediatiserades 1806 till kungariket Württemberg.
Av Öhringenlinjens besittningar i övre Schlesien upprättades 1861 hertigdömet Ujest, varför ägaren av dem bär den ärftliga titeln "hertig av Ujest". Hohenlohe-Waldenburg, som tillhör katolska läran och 1744 erhöll riksfurstlig värdighet, sönderfaller i grenarna Hohenlohe-Bartenstein och Hohenlohe-Schillingsfürst, av vilka den förra delat sig i två linjer: Hohenlohe-Bartenstein och Hohenlohe-Jagstberg, utslocknad 1898. Furst Chlodwig av den yngre linjen Hohenlohe-Schillingsfürst ärvde 1834, jämte sin broder, Victor, efter den siste lantgreven av Hessen-Rheinfels-Rotenburg hertigdömet Ratibor och furstendömet Korvey, varefter Chlodwig av kungen av Preussen 1840 upphöjdes till furste och Victor till hertig av Ratibor och Korvey.

## Medlemmar ur huset Hohenlohe
- Friedrich Ludwig, furst von Hohenlohe-Ingelfingen (1746-1818), preussisk general
- Luise Eleonore av Hohenlohe-Langenburg (1763-1837), hertiginna, regent i Sachsen-Meiningen som förmyndare för sin son Bernhard II
- Ernst av Hohenlohe-Langenburg (1794-1860), 4:e furste av Hohenlohe-Langenburg
- Adolf av Hohenlohe-Ingelfingen (1797-1873), furste av Hohenlohe-Ingelfingen, preussisk politiker
- Hugo av Hohenlohe-Öhringen (1816-1897), 1:e hertig av Ujest, politiker och general
- Chlodwig zu Hohenlohe-Schillingsfürst (1819–1901), Tysklands rikskansler
- Gustav Adolf av Hohenlohe-Schillingsfürst (1823-1896, tysk kyrkoman
- Kraft zu Hohenlohe-Ingelfingen (1827-1892), tysk militär och författare
- Hermann av Hohenlohe-Langenburg (1832-1913), tysk militär och politiker
- Viktor av Hohenlohe-Langenburg (1833-1891), officer i brittiska marinen
- Adelheid av Hohenlohe-Langenburg (1835-1900), tysk furstinna
- Feodora av Hohenlohe-Langenburg (1839-1872), hertiginna av Sachsen-Meiningen
- Alexander av Hohenlohe-Schillingsfürst (1862-1924), tysk politiker
- Ernst II av Hohenlohe-Langenburg (1863-1950), tysk furste och politiker
- Konrad av Hohenlohe-Schillingsfürst (1863-1918), österrikisk ämbetsman och politiker
- Gottfried av Hohenlohe-Schillingsfürst (1867-1932), österrikisk militär och diplomat